# Regiunea Cernigov
Regiunea Cernigov sau Cernihiv (în ucraineană Чернігівська область, transliterat: Cernihivska oblast) este o regiune din Ucraina. Capitala sa este orașul Cernihiv.

## Istorie
Prima mențiune scrisă despre Cernihiv datează de la începutul secolului al X-lea, iar principatul a atins apogeul puterii în secolul al XII-lea.

## Demografie
Componența lingvistică a regiunii Cernihiv
     Ucraineană (89,05%)
     Rusă (10,26%)
     Alte limbi (0,26%)
Conform recensământului din 2001, majoritatea populației regiunii Cernihiv era vorbitoare de ucraineană (89,05%), existând în minoritate și vorbitori de rusă (10,26%).